# Femboy

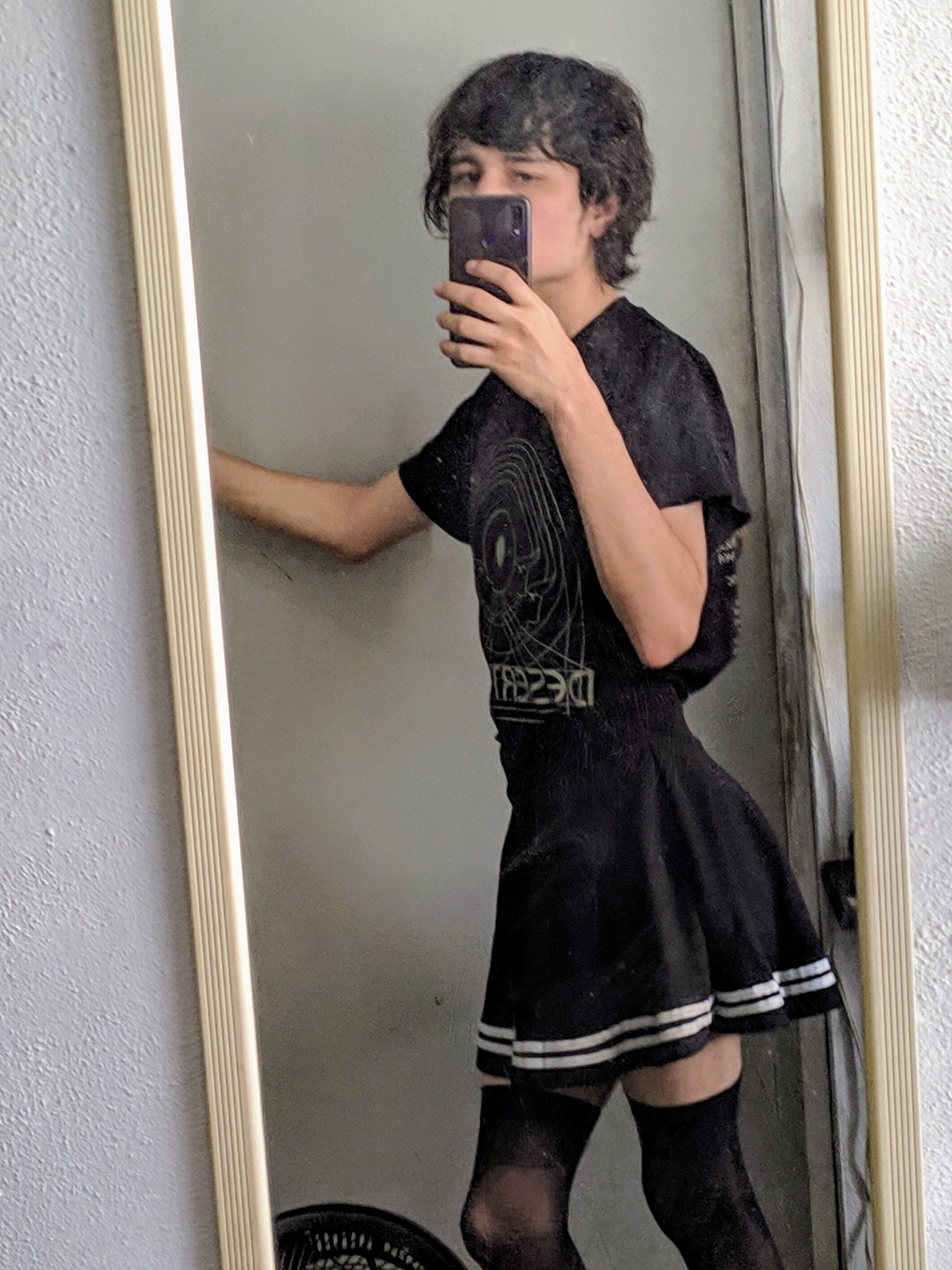
Femboy

Femboy je termín označující mladého muže či nebinární osobu vykazující tradičně ženské rysy. Termín může mít pejorativní význam; někteří členové LGBT komunity jej však používají k označení jedné z forem genderového projevu. Ačkoli jsou zženštilí muži často považováni za gaye, tento termín není synonymem pro žádnou sexuální orientaci nebo specifické genderové role.

## Etymologie
Termín femboy vznikl spojením anglických slov feminine (ženský) a boy (chlapec); poprvé se objevil v 90. letech 20. století jako pejorativní označení pro muže, který neodpovídá mužským genderovým rolím. Na počátku 21. století se termín začal používat jako pozitivní prostředek sebeidentifikace.

## Rozeznatelnost

Femboy vlajka

V roce 2013 zavedl Pornhub kategorii věnovanou femboyům; od té doby zájem o tento termín výrazně vzrostl a stále se více rozrůstá. Termín si získal oblibu na Redditu a komunita femboyů je rozšířená i na TikToku. Femboy je velmi často zaměňován za transgender (většinou MTF) osobu, avšak člověk identifikující se jako femboy se stále identifikuje jako muž i ve FTM případě.